# Американське Самоа
Америка́нське Само́а, або Схі́дне Само́а ([əˈmɛrɨkən səˈmoʊ.ə] ( прослухати); англ. American Samoa; самоан. Amerika Sāmoa, МФА: [aˈmɛɾika ˌsaːˈmoa] SA; також самоан. Amelika Sāmoa або самоан. Sāmoa Amelika) — Острівна територія США, розташована в південній частині Тихого океану, на південний схід від Незалежної Держави Самоа (раніше відомої як Західне Самоа). Основні (і найбільш густонаселені) острови Тутуїла та Мануа, атол Розе та Суейнс також включені в територію.
Американське Самоа є частиною островів Самоа, розташованих на захід від Островів Кука, на північ від Тонга та у 500 км на південь від Токелау. На заході знаходяться острови Волліс і Футуна.
Перепис 2010 року зафіксував загальну чисельність населення у 55 519 осіб. Станом на 2020 рік населення Американського Самоа становить приблизно 55 212 осіб. Загальна площа землі 197,1 км², трохи більше, ніж Вашингтон, округ Колумбія. Американське Самоа є найпівденнішою територією Сполучених Штатів Америки (належить до неінкорпорованих неорганізованих територій).

## Історія
Острови були приєднані до США в грудні 1899 року за угодою між Англією і Німеччиною за Берлінським Договором. Конституція була ухвалена 1960 року й переглянута 1967 року.

## Географія
П'ять вулканічних островів, включаючи острови Тутуїла, Тау і Суейнс і два коралові атоли. Національний парк (1988) включає доісторичне село Сауа та незайманий тропічний ліс.

## Сейсмічність
29 вересня 2009 року поблизу Американського Самоа, Самоа та Тонга стався потужний землетрус магнітудою 8,1 балів. В результаті цунамі, яке утворилося в результаті землетрусу, на островах були зафіксовані людські жертви та матеріальні збитки на 200 мільйонів доларів. Землетрус також загострив іншу проблему в Американському Самоа: просідання, або осідання ґрунту. У поєднанні з відносним підвищенням рівня моря, опускання суші може збільшити частоту та кількість прибережних повеней. Останні дослідження NASA показали, що берегова лінія острову Тутуїла занурювалася в середньому на 0,24-0,35 дюйма (6-9 міліметрів) на рік між 2015 і 2022 роками порівняно з 0,04-0,08 дюйма (1-2 міліметри) на рік до землетрусу 2009 року. Найвищі темпи занурення відбулися відразу після землетрусу, особливо вздовж берегової лінії.

## Економіка
Експорт: ремісничі вироби, консервований тунець. Валюта: долар США.

## Демографія
Населення Американського Самоа становить близько 55 519 осіб, 95 % з яких живуть на найбільшому острові, Тутуїла.
Американське Самоа достатньо невелике, щоб мати лише один поштовий індекс 96799, і поштова служба Сполучених Штатів використовує код «AS» для доставки пошти.

### Етноси та мови
За етнічною ознакою, 91,6 % населення є самоанцями, 2,8 % азійцями, 1 % європейцями, 4,2 % змішаних, і 0,3 % мають інше походження. Більшість жителів Американського Самоа двомовні та вільно говорять англійською і самоанською мовами. Самоанська мова тісно пов'язана з гавайською та іншими полінезійськими мовами, нею говорять 91 % населення, а 2,9 % говорять англійською, 2,4 % говорять тонганською, 2 % говорять японською та іншими азійськими мовами, а 2 % говорять іншими мовами тихоокеанських островів.

### Релігія
За даними довідника ЦРУ за 2013 рік, за релігійною ознакою населення Американського Самоа значною мірою християни. Всесвітня Християнська База даних інформує, що за релігійною ознакою мешканці Американського Самоа на 98 % є християнами, 0,7 % є агностиками, 0,4 % китайськими універсалістами, 0,3 % буддистами та бахаїстами.

### Освіта
На острові розташовані 23 початкові школи й 10 середніх шкіл, 5 з них керуються Департаментом освіти Американського Самоа, а інші 5 перебувають у веденні релігійних конфесій або в приватній власності.

## Юрисдикція
За конституцією — неінкорпорована неорганізована територія США, керована Міністерством внутрішніх справ, яке призначає губернатора.

## Політичний устрій
Американське Самоа формально є неінкорпорованою неорганізованою територією США (англ. unincorporated unorganized territory), що знаходиться у віданні Управління справ островів Департаменту внутрішніх справ США (англ. Department of Insular Affairs), проте має самоврядування і конституцію, тобто де-факто. Оскільки Американське Самоа є територією США, президент Сполучених Штатів виконує функції глави держави. Президент США має право суверенітету над територією, а також є гарантом місцевої конституції.Президент США не відіграє активної ролі в органах самоврядування території, але він може розпустити законодавчі збори (Фоно) і жоден парламентський акт не може стати законом без його схвалення. Закон Ратифікаційний Акт 1929 р. наділяє президента Сполучених Штатів Америки судовими та військовими повноваженнями[10]. У 1951 році відповідно до Розпорядження 10264, президент Гаррі Трумен делегував ці повноваження міністру внутрішніх справ. 21 червня 1963 року верховний вождь Фагаїтуа Тулі Ле'іато був приведений до присяги і призначений першим секретарем у справах Самоа губернатором Х. Рекс Лі. У 1966 році Організація Об'єднаних Націй надала Американському Самоа можливість приєднатися до незалежної країни Самоа, але Американське Самоа вирішило залишитися в складі Сполучених Штатів. 2 червня 1967 року міністр внутрішніх справ США Фред Ендрю Сітон оприлюднив Конституцію Американського Самоа, яка набула чинності 1 липня 1967 року. Уряд США здійснює опіку над Американським Самоа. Жителі Американського Самоа беруть участь у праймеріз Республіканської та Демократичної партій, але не беруть участь у виборах Президента США. Делегат Американського Самоа без права голосу прямує до Палати представників Конгресу США. Жителі Американського Самоа вважаються американцями за державною приналежністю (англ. nationality), але не є громадянами (англ. citizenship) США. Дипломатичні відносини перебувають у віданні американського уряду.2010 року виборці відхилили пакет поправок до конституції території, які, серед іншого, дозволили б громадянам США бути законодавцями лише в тому випадку, якщо вони мали самоанське походження.

## Органи влади
Законодавчу владу покладено на двопалатні законодавчі збори Фоно (представницький орган). Нижня палата (палата представників) складається з 21 члена - 20 депутатів, які обираються терміном на два роки в 20 одномандатних округах, і один представник острова Суейнс без права голосу. Верхня палата (сенат) складається з 18 членів, які обираються з числа вождів (матаї) кланів терміном чотири роки. Виконавча влада на островах здійснюється губернатором (з 2003 р. Тогіола Т. А. Тулафоно), який разом з віце-губернатором обирається на всенародному голосуванні терміном на чотири роки. Губернатор Американського Самоа є головою уряду. Повноваження уряду Американського Самоа визначаються відповідно до Конституції Американського Самоа. Судові органи Американського Самоа є незалежними від виконавчої та законодавчої влади. Судова система Американського Самоа складається з Верховного суду, окружних судів та сільських судів. Верховний суд знаходиться у столиці Паго-Паго. Він складається з головного судді та суддів, що призначаються міністром внутрішніх справ США. В Американському Самоа існує аналог американських політичних партій (республіканців та демократів).